# Tetragnatha jubensis
Tetragnatha jubensis là một loài nhện trong họ Tetragnathidae.
Loài này thuộc chi Tetragnatha. Tetragnatha jubensis được miêu tả năm 1895 bởi Pavesi.